# Putczyna (agromiasteczko)
Putczyna (biał. Путчына; ros. Путчино, Putczina) – agromiasteczko na Białorusi, w obwodzie mińskim, w rejonie dzierżyńskim, w sielsowiecie Putczyna, nad Usą i przy drodze republikańskiej R65.
Miejscowość powstała w okresie sowieckim i przyjęła nazwę tożsamą z nazwą pobliskiej wsi.